# Mmm Mmm Mmm Mmm
"Mmm Mmm Mmm Mmm" er en sang af de canadiske folkrockband Crash Test Dummies. Den blev udgivet i 1993 som den første single fra deres andet album God Shuffled His Feet. Den blev succesfulde i hele verden og toppede som nummer et i Tyskland, Australien, U.S. Modern Rock Tracks Charts samt den danske Tracklisten i 1994. Den blev også et top-fem hit i på både UK Singles Chart og Billboard Hot 100 i USA.